# ادگار مون
ادگار مون (انگلیسی: Edgar Moon؛ زاده ۳ دسامبر ۱۹۰۴ درگذشته ۲۶ مهٔ ۱۹۷۶) یک تنیس‌باز اهل استرالیا بود.